# Gioacchino Pizzoli
Gioacchino Pizzoli (Bologna, 1651 – 1731 o 1733) è stato un pittore italiano  del periodo barocco specializzato in figure e soggetti storici.

## Biografia
Studiò a Bologna e sposò la pittrice Maria Oriana Galli da Bibbiena (1656–1749), figlia di Giovanni Maria della famiglia Galli da Bibbiena. Il loro figlio, Domenico Pizzoli (1687-1720), fu anch'egli un pittore e la figlia entrò in un monastero a Reggio Emilia.
Nel 1675-1677 assieme al suo maestro, il pittore di quadratura Angelo Michele Colonna, affrescò la Sala del Consiglio Comunale (un tempo Galleria del Senato) del Palazzo D'Accursio. Lavorò anche agli affreschi dell'Oratorio di Santa Maria del Borgo a Bologna. Nel 1700, sempre a Bologna, Pizzoli affrescò il Collegio Ungaro-Illirici (ora Collegio Venturoli) con Storie di Croazia e Ungheria.